# Istanbul Cup 2017
L'Istanbul Cup 2017, anche conosciuto come TEB BNP Paribas İstanbul Cup per motivi di sponsorizzazione, è stato un torneo di tennis giocato sulla Terra rossa. È stata la 10ª edizione dell'Istanbul Cup, che fa parte della categoria International nell'ambito del WTA Tour 2017. Si è giocato alla Koza World of Sports di Istanbul, in Turchia, dal 24 al 30 aprile 2017.

## Partecipanti

### Teste di serie
| Nazionalità | Giocatrice         | Ranking* | Testa di serie |
| ----------- | ------------------ | -------- | -------------- |
| Ucraina     | Elina Svitolina    | 13       | 1              |
| Ungheria    | Tímea Babos        | 30       | 2              |
| Romania     | Irina-Camelia Begu | 33       | 3              |
| Canada      | Eugenie Bouchard   | 58       | 4              |
| Romania     | Sorana Cîrstea     | 62       | 5              |
| Belgio      | Elise Mertens      | 66       | 6              |
| Bulgaria    | Cvetana Pironkova  | 70       | 7              |
| Germania    | Andrea Petković    | 75       | 8              |

* Ranking al 17 aprile 2017.

### Altre partecipanti
Le seguenti giocatrici hanno ricevuto una wild card per il tabellone principale:
- Ayla Aksu
- İpek Soylu
- Dayana Yastremska

Le seguenti giocatrici sono passate dalle qualificazioni:

- Alexandra Cadanțu
- Başak Eraydın
- Fiona Ferro
- Viktoria Kamenskaya
- Elizaveta Kuličkova
- Conny Perrin

La seguente giocatrice è entrata in tabellone come lucky loser:
- Anna Kalinskaya

## Punti
| Evento    | V   | F   | SF  | QF | 2T | 1T   | Q    | Q2   | Q1   |
| Singolare | 280 | 180 | 110 | 60 | 30 | 1    | 18   | 12   | 1    |
| Doppio    | 280 | 180 | 110 | 60 | 1  | N.D. | N.D. | N.D. | N.D. |

## Montepremi
| Evento    | V       | F       | SF      | QF    | 2T    | 1T    | Q2    | Q1   |
| Singolare | 43 000$ | 21 400$ | 11 500$ | 6175$ | 3400$ | 2100$ | 1020$ | 600$ |
| Doppio    | 12 300$ | 6400$   | 3435$   | 1820$ | 960$  | N.D.  | N.D.  | N.D. |

## Campionesse

### Singolare
Elina Svitolina ha sconfitto in finale  Elise Mertens con il punteggio di 6-2, 6-4.
- È il settimo titolo in carriera per la Svitolina, il terzo della stagione.

### Doppio
Dalila Jakupovič /  Nadežda Kičenok hanno sconfitto in finale  Nicole Melichar /  Elise Mertens con il punteggio di 7–6(6), 6-2.